# 赵焕职
赵焕职（1931年12月—2020年2月23日），男，山东龙口人，中华人民共和国军事人物，曾任陕西省军区政治委员，第七届全国人大代表。